# Сансет (Арканзас)
Сансет (англ. Sunset, Arkansas) — город, расположенный в округе Криттенден (штат Арканзас, США) с населением в 348 человек по статистическим данным переписи 2000 года.

## География
По данным Бюро переписи населения США город Сансет имеет общую площадь в 0,52 квадратных километров, водных ресурсов в черте населённого пункта не имеется.
Сансет расположен на высоте 67 метров над уровнем моря.

## Демография
По данным переписи населения 2000 года в Сансете проживало 348 человек, 85 семей, насчитывалось 135 домашних хозяйств и 156 жилых домов. Средняя плотность населения составляла около 696 человек на один квадратный километр. Расовый состав Сансета по данным переписи распределился следующим образом: 4,89 % белых, 91,09 % — чёрных или афроамериканцев, 1,15 % — представителей смешанных рас, 2,87 % — других народностей. Испаноговорящие составили 4,02 % от всех жителей города.
Из 135 домашних хозяйств в 26,7 % — воспитывали детей в возрасте до 18 лет, 22,2 % представляли собой совместно проживающие супружеские пары, в 34,8 % семей женщины проживали без мужей, 37,0 % не имели семей. 33,3 % от общего числа семей на момент переписи жили самостоятельно, при этом 13,3 % составили одинокие пожилые люди в возрасте 65 лет и старше. Средний размер домашнего хозяйства составил 2,58 человек, а средний размер семьи — 3,35 человек.
Население города по возрастному диапазону по данным переписи 2000 года распределилось следующим образом: 29,6 % — жители младше 18 лет, 8,0 % — между 18 и 24 годами, 25,6 % — от 25 до 44 лет, 20,7 % — от 45 до 64 лет и 16,1 % — в возрасте 65 лет и старше. Средний возраст жителей составил 37 лет. На каждые 100 женщин в Сансете приходилось 87,1 мужчин, при этом на каждые сто женщин 18 лет и старше приходилось 84,2 мужчин также старше 18 лет.
Средний доход на одно домашнее хозяйство в городе составил 17 788 долларов США, а средний доход на одну семью — 17 250 долларов. При этом мужчины имели средний доход в 21 750 долларов США в год против 20 625 долларов среднегодового дохода у женщин. Доход на душу населения в городе составил 7766 долларов в год. 44,4 % от всего числа семей в округе и 49,9 % от всей численности населения находилось на момент переписи населения за чертой бедности, при этом 79,6 % из них были моложе 18 лет и 27,9 % — в возрасте 65 лет и старше.